# Noah Kibet
Noah Kibet (né le 12 avril 2004) est un athlète kényan, spécialiste du 800 mètres.

## Biographie
Il se révèle lors de la saison 2021 en remportant la médaille de bronze du 800 m des championnats du monde juniors disputés sur son sol, à Nairobi. Il établit à cette occasion un nouveau record personnel en 1 min 44 s 88.
En 2022, il remporte à dix-sept ans la médaille d'argent lors des championnats du monde en salle de Belgrade, devançé par l'Espagnol Mariano García.
Le 11 février 2023 à l'occasion des Millrose Games à New York, Noah Kibet établit un nouveau record du Kenya junior en salle du 800 m en 1 min 44 s 98.

## Palmarès
| Date | Compétition                    | Lieu     | Résultat | Marque        |
| ---- | ------------------------------ | -------- | -------- | ------------- |
| 2021 | Championnats du monde juniors  | Nairobi  | 3e       | 1 min 44 s 88 |
| 2022 | Championnats du monde en salle | Belgrade | 2e       | 1 min 46 s 35 |
| 2022 | Championnats du monde juniors  | Cali     | 7e       | 1 min 48 s 50 |

## Records
| Épreuve       | Temps                 | Lieu     | Date            |
| ------------- | --------------------- | -------- | --------------- |
| 800 m         | 1 min 44 s 88         | Nairobi  | 22 août 2021    |
| 800 m (salle) | 1 min 44 s 98 (NU20R) | New York | 11 février 2023 |